# Spanische Badmintonmeisterschaft 2017
Die Spanische Badmintonmeisterschaft 2017 war die 36. Auflage der spanischen Titelkämpfe in dieser Sportart. Sie fand vom 6. bis zum 7. Mai 2017 im 	Pabellón Deportivo El Fuerte in Ronda statt.

## Die Sieger und Platzierten
| Disziplin    | Gold                      | Silber                          | Bronze                         |
| ------------ | ------------------------- | ------------------------------- | ------------------------------ |
| Herreneinzel | Pablo Abián               | Manuel Vazquez                  | Manuel Brea                    |
| Herreneinzel | Pablo Abián               | Manuel Vazquez                  | Enrique Peñalver               |
| Dameneinzel  | Clara Azurmendi           | Manuela Diaz                    | Blanca Lucas                   |
| Dameneinzel  | Clara Azurmendi           | Manuela Diaz                    | Laura Samaniego                |
| Herrendoppel | Javier Abian Pablo Abián  | Eduardo Bayon Enrique Fernández | Brais Alves Ivan Darriba       |
| Herrendoppel | Javier Abian Pablo Abián  | Eduardo Bayon Enrique Fernández | Javier Sánchez Alejandro Toro  |
| Damendoppel  | Laura Molina Haideé Ojeda | Laia Oset Lorena Uslé           | Elena Fernandez Raquel Miguens |
| Damendoppel  | Laura Molina Haideé Ojeda | Laia Oset Lorena Uslé           | Nerea Ivorra Laura Samaniego   |
| Mixed        | Alejandro Toro Ana Peñas  | Victor Martin Haideé Ojeda      | Juan B. Villalta Manuela Diaz  |
| Mixed        | Alejandro Toro Ana Peñas  | Victor Martin Haideé Ojeda      | Alberto Zapico Lorena Uslé     |